# Moorden van Beernem

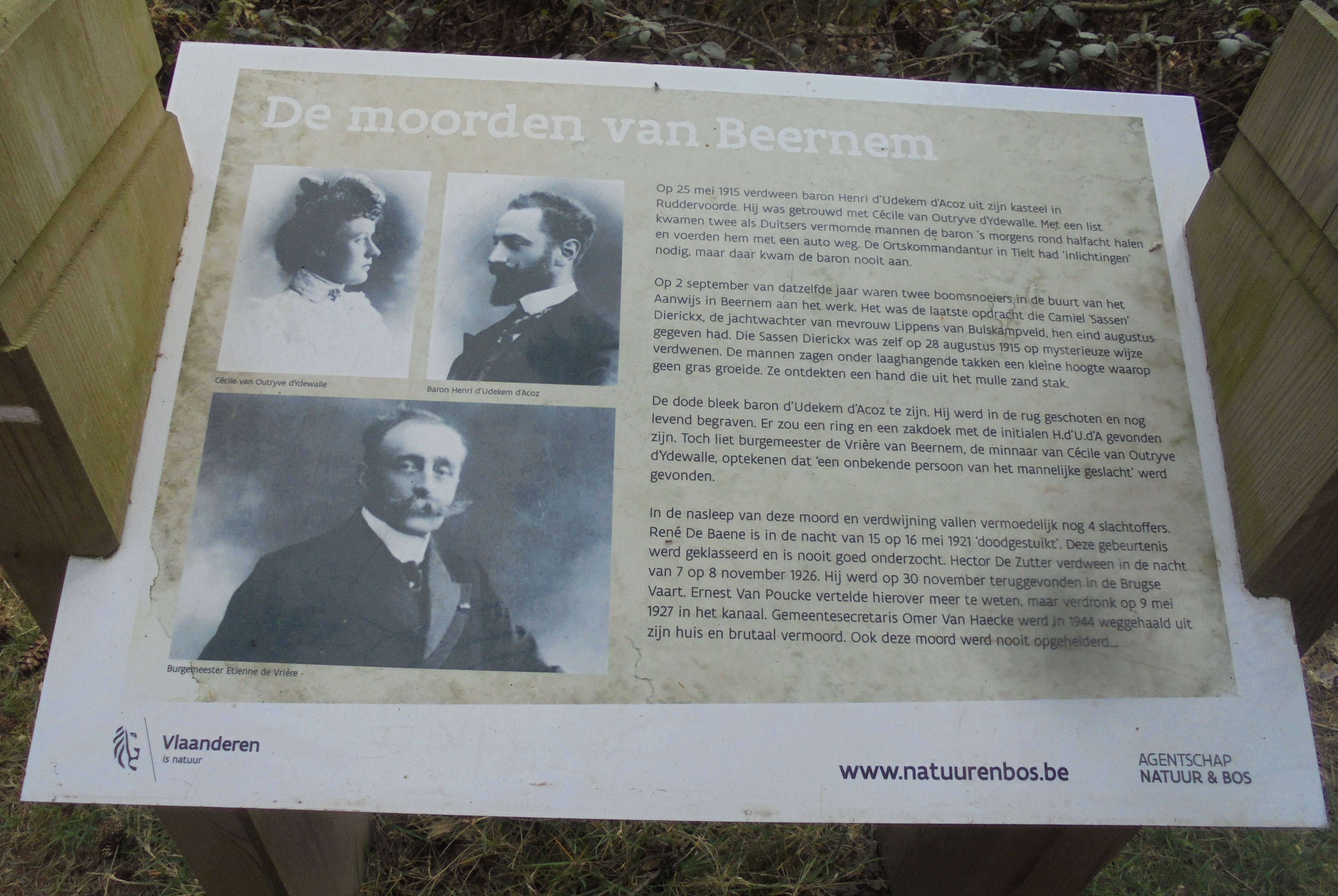
Infobord bij de gedenksteen van Henri d'Udekem d'Acoz, Beernem

Moorden van Beernem is een algemeen begrip - bekend in de volksmond - voor een reeks gebeurtenissen die plaatsvonden in de omgeving van Beernem in de Belgische provincie West-Vlaanderen.
Tussen 1915 en 1944 vonden een paar moorden plaats, waaraan enkele onverklaarbare verdwijningen of onverwachte overlijdens werden gekoppeld. Men schiep het vermoeden dat er een onderling verband bestond, hetgeen gedurende een aantal decennia in de streek voor beroering zorgde. De moorden lagen aan de basis voor de VRT-televisiereeks De bossen van Vlaanderen uit 1991.

## De feiten
- Op 25 mei 1915 verdween jonkheer Henri d'Udekem d'Acoz (grootoom van Patrick d'Udekem d'Acoz) uit zijn kasteel te Ruddervoorde. Hij werd op 2 september 1915 dood teruggevonden, begraven in een bos.
- Op 28 augustus 1915 verdween jachtwachter Camiel (Sassen) Dierickx. Hij werd tot op heden niet teruggevonden.
- In de nacht van 15 op 16 mei 1921 overleed René De Baene onder verdachte omstandigheden. Hij was "doodgestuikt" luidde de officiële versie. Deze gebeurtenis werd gewoon geklasseerd en is nooit goed onderzocht.
- In de nacht van 7 op 8 november 1926 verdween Hector De Zutter. Zijn stoffelijk overschot werd op 30 november teruggevonden in de Brugse Vaart.
- Ernest Van Poucke, die meende iets gezien te hebben in verband met de moord op De Zutter, kwam op 9 mei 1927 onder eigenaardige omstandigheden om het leven. Hij verdronk in het kanaal.
- In 1944 werd de gemeentesecretaris Omer Van Haecke weggehaald uit zijn huis en iets verder brutaal vermoord. Deze moord werd nooit opgehelderd.

## Verband
Het waren vooral uitgever Victor de Lille en liedjeszanger Tamboer (Lionel Bauwens) die in Oost- en West-Vlaanderen ruchtbaarheid hebben gegeven aan deze feiten. Er rezen sterke vermoedens dat tussen al deze feiten een verband bestond, maar dit werd nooit gevonden.
Later heeft Alfons Ryserhove uit Knesselare hier verschillende werken over uitgegeven en voordrachten gehouden in talloze zaaltjes in Vlaanderen. Zijn opzoekingswerk lag aan de basis voor de televisiereeks De Bossen van Vlaanderen (1991). Na zijn overlijden zette zijn dochter Katrien zijn werk voort. Ze herschreef de werken van haar vader tot een boek en tot de monoloog "De moorden van Beernem", die ze ook zelf opvoerde.

## Proces en nasleep
In de zomer van 1929 kwam de moord op Hector De Zutter uit 1926 voor het Assisenhof te Antwerpen. Veldwachter Hector Hoste en Etienne Schepers, beiden getrouwd met een zus van Oscar Devos, een derde verdachte, werden tot 20 jaar gevangenisstraf veroordeeld. In 1935 kwamen beiden voorwaardelijk vrij. Oscar Devos ging vrijuit. Deze zaak (de moord, zoektocht naar de waarheid en de rechtszaak) werd verfilmd door bvba Het Moment i.s.m. 'Kwestigen Nacht' op basis van het scenario van Katrien Ryserhove, dochter van Alfons. De film kwam uit in april 2016 onder de naam 'Zaak De Zutter'.  
Het proces kwam er onder impuls van Victor de Lille (redacteur 't Getrouwe Maldeghem) die de familie De Zutter ten volle steunde door een steunfonds op te richten. Het was een onderdeel in zijn strijd met de steun van het volk en vele lezers van zijn krant tegen (het bestuur van) burgemeester Etienne de Vrière van Beernem.